# Corrido (Italia)
Corrido es una localidad y comune italiana situada en la provincia de Como, región de Lombardía, con 14.317 habitantes.

## Evolución demográfica
| Gráfica de evolución demográfica de Corrido entre 1861 y 2001 |
|                                                               |
| Fuente ISTAT - elaboración gráfica de Wikipedia               |